# Ліда Салмонова
Ліда Салмонова (чеськ. Lyda Salmonova; 14 липня 1889, Прага — †7 листопада 1968) — чеська акторка театру і кіно. Знялася у низці фільмів німецького кінорежисера Пауля Вегенера, найвідоміші серед яких із серії про Голема.

## Вибрана фільмографія
- 1913 — Празький студент / Der Student von Prag — Лідушка
- 1915 — Голем / Der Golem — Джессіка
- 1916 — Йоги / Der Yoghi
- 1917 — Голем і танцівниця / Der Golem und die Tänzerin — Хельга
- 1920 — Голем, як він прийшов у світ / Der Golem, wie er in die Welt kam
- 1920 — Танцівниця Барберіна / Die Tänzerin Barberina — головна роль
- 1921 — Невірні душі / Irrende Seelen
- 1922 — Монна Ванна / Monna Vanna
- 1922 — Кінець герцога Ферранте / Herzog Ferrantes Ende — Беатріче
- 1922 — Лукреція Борджіа / Lucrezia Borgia
- 1922 — Дружина фараона / Das Weib des Pharao — Македа, донька ефіопського царя